# Bargueth Football Club
Bargueth Football Club est un club de football sénégalais basé à Kébémer dans la région de Louga.

## Histoire
Bargueth Football Club est un club de football sénégalais créé en 1992 et basé dans la ville de Kébémer.
Après avoir terminé premier de sa groupe en troisième division sénégalais de football en 2010, Bargueth FC est promu en ligue 2. Le club de Kébémer termine vice-champion de la National 1 après avoir perdu contre l'équipe de Génération Foot en finale.
Bargueth FC est relégué en troisième division lors de la saison 2016-2017.
Puis ils sont de nouveau reléguée en D5 a l’issue de la saison de l'édition 2023-2024

## Palmarès
- National 1
  - Finaliste : 2010